# Доронина, Тамара Николаевна
Тамара Николаевна Доро́нина (род. 13 февраля 1927?) — свинарка колхоза имени Чапаева Дзержинского района Калужской области, Герой Социалистического Труда (8 апреля 1971).

## Биография
Окончила Сылвенскую среднюю школу № 1, Пермский район, Пермский край.
С 1952 года работала токарем на Пермском паровозоремонтном заводе. В 1960? вместе с мужем переехала в д. Карцово (Дзержинский район (Калужская область)). Работала свинаркой в колхозе им. Чапаева.
Награждена орденом «Знак Почёта» (1966) и двумя медалями ВДНХ.
В 1971 г. за досрочное выполнение заданий пятилетки удостоена звания Героя Социалистического труда.
С 1981 года работала бригадиром свиноводческого комплекса.
Делегат XXVI съезда КПСС (1981).